# Totally Spies – Der Film
Totally Spies – Der Film (Originaltitel: Totally Spies! Le film) ist ein französischer Zeichentrickfilm aus dem Jahr 2009, der auf der Zeichentrickserie Totally Spies! basiert. Der Film dient als Prequel zur Serie.

## Handlung
Der Film beginnt mit einem Rückblick in die Vergangenheit und zeigt, wie die drei Teenager Sam, Clover und Alex unabhängig voneinander nach Beverly Hills ziehen und sich dort an einer neuen Highschool kennenlernen. Trotz anfänglicher Spannungen freunden sich die drei schnell an.
Kurz darauf werden sie von der geheimen Spionageorganisation WOOHP (World Organization of Human Protection) entführt – jedoch nicht aus feindlichen Motiven: Der Anführer Jerry will sie als Agentinnen rekrutieren, da er großes Potenzial in ihnen sieht.
Nach ihrer Ausbildung erhalten sie ihren ersten großen Auftrag: Sie sollen das mysteriöse Verschwinden mehrerer Teenager aufklären. Die Spur führt zu einem ehemaligen Popstar namens Fabu, der eine Gehirnwäsche-Technologie entwickelt hat und damit Jugendliche in willenlose Schönheitsdrohnen verwandeln will, um seine eigene utopische Gesellschaft zu erschaffen.
Mit Hilfe von WOOHP-Gadgets, Teamgeist und Mut gelingt es Sam, Clover und Alex, Fabus Plan zu vereiteln und die entführten Jugendlichen zu retten. Am Ende des Films kehren sie nach Beverly Hills zurück und setzen ihr normales Teenagerleben fort – nun offiziell als Spioninnen im Dienst von WOOHP.

## Produktion
Der Film wurde von Marathon Media produziert, dem Studio hinter der Totally-Spies!-Serie. Die Regie führte Pascal Jardin, der auch an der Serie mitwirkte. Das Drehbuch stammt von Robert und Michelle Lamoreaux in Zusammenarbeit mit dem Serienschöpfer Vincent Chalvon-Demersay. Der Film wurde mit einem Budget von etwa 5 Millionen Euro produziert.
Totally Spies! – Der Film wurde am 22. Juli 2009 in französischen Kinos veröffentlicht. In Deutschland erschien der Film am 19. November 2010 direkt auf Disney Channel.

## Synchronisation
Die deutsche Synchronisation entstand bei der Hermes Synchron GmbH, unter der Dialogregie und nach einem Dialogbuch von Sven Plate.
| Rolle                    | Originalsprecher  | Deutscher Sprecher |
| ------------------------ | ----------------- | ------------------ |
| Samantha 'Sam' Simpson   | Claire Guyot      | Antje von der Ahe  |
| Clover Mansion           | Fily Keita        | Gundi Eberhard     |
| Alexandra 'Alex' Houston | Céline Mauge      | Julia Ziffer       |
| Jerry Lewis              | Jean-Claude Donda | Bodo Wolf          |
| Fabu                     | Karl Lagerfeld    | Michael Pan        |
| Tad                      | Emmanuel Garijo   | Karlo Hackenberger |
| Rob Hearthrob            | Donald Reignoux   | Julius Jellinek    |
| Direktorin Skrich        | Perrette Pradier  | Joseline Gassen    |